# Крохіна Людмила Василівна
Крохіна Людмила Василівна (10 січня 1954) — російська академічна веслувальниця.
Бронзова призерка Олімпійських Ігор 1976 року в складі розпашної четвірки зі стерновою.